# Belisana douqing
Belisana douqing là một loài nhện trong họ Pholcidae. Loài này được phát hiện ở Trung Quốc.